# Neuseeländische Badmintonmeisterschaft 1976
Die Neuseeländische Badmintonmeisterschaft 1976 fand vom 7. bis zum 10. September 1976 in Rotorua statt. Es war die 43. Austragung der Badmintonmeisterschaften von Neuseeland. 	

## Medaillengewinner
| Disziplin    | Gold                            | Silber                         | Bronze                    |
| ------------ | ------------------------------- | ------------------------------ | ------------------------- |
| Herreneinzel | Ross Livingston                 | Bryan Purser                   | Richard Purser            |
| Herreneinzel | Ross Livingston                 | Bryan Purser                   | Paul Shirley              |
| Dameneinzel  | Robin Denton                    | Alison Branfield               | L. Falconer               |
| Dameneinzel  | Robin Denton                    | Alison Branfield               | A. Ross                   |
| Herrendoppel | Richard Purser Bryan Purser     | Ross Livingston Warren Johns   | Chris Bullen Steve Wilson |
| Herrendoppel | Richard Purser Bryan Purser     | Ross Livingston Warren Johns   | Paul Shirley K. Atkinson  |
| Damendoppel  | Alison Branfield Robin Denton   | Allison Sinton Lindsey Shirley | S. Clevas S. Reardon      |
| Damendoppel  | Alison Branfield Robin Denton   | Allison Sinton Lindsey Shirley | Lynn Ward Mary Livingston |
| Mixed        | Richard Purser Alison Branfield | Bryan Purser Robin Denton      | Steve Wilson Lynn Ward    |
| Mixed        | Richard Purser Alison Branfield | Bryan Purser Robin Denton      | Jacob van Selm H. Neame   |